# Acacia goetzei
Acacia goetzei är en ärtväxtart som beskrevs av Hermann August Theodor Harms. Acacia goetzei ingår i släktet akacior, och familjen ärtväxter.

## Underarter
Arten delas in i följande underarter:
- A. g. goetzei
- A. g. microphylla